# Ğ1
La Ğ1, "geuna" (pronunciada en francès « June », /ʒyn/) és una criptomoneda P2P basada al programari Duniter.
El seu mecanisme de creació monetària és diferent de les altres criptomonedes. Es diferencia pel seu caràcter de simetria espacial i temporal de creació de les unitats monetàries entre les persones. De fet, totes elles poden obtenir l'estatus de membre que integra la xarxa de confiança, i així participar en la creació monetària que els permetrà percebre diàriament la mateixa part de moneda que les altres. Això fa de la Ğ1 una moneda de Dividend Universal (DU).

## Funcionament teòric

### Creació monetària
Quant al procés de creació de moneda, la Ğ1 es diferencia d'altres criptomonedes en implementar una moneda lliure com es descriu en Teoria Relativa de la Moneda (TRM).
La Teoria Relativa de la Moneda està inspirada al programari lliure, per la qual cosa presenta doncs quatre llibertats econòmiques.
D'aquestes quatre llibertats es deriva del fet que els diners no ha de ser creat ni pels Bancs Centrals, ni per poderosos processos de computació. Segons aquesta teoria, la moneda ha de ser creada a parts iguals per cada usuari a l'espai econòmic i en el temps. És a dir que cada membre de la xarxa ha de crear la mateixa porció de moneda on estigui i a qualsevol moment.
Aquesta creació contínua de moneda (sense destrucció aparent) condueix automàticament a un augment indefinit de la massa monetària. Perquè a qualsevol moment tots creuen la mateixa porció de moneda, aquesta porció augmenta proporcionalment tant, ho condueix a un augment exponencial de la moneda en circulació.
La noció de relativitat insisteix que no és la quantitat de moneda el que importa, sinó la part de la massa que té cadascun. És per això que, en moneda lliure la unitat d'intercanvi no és el nombre d'unitat, ja no hi ha augment en l'oferta monetària, sinó una distribució equitativa d'aquesta massa monetària a la xarxa de confiança.

### Dividend Universal (DU)
La creació de moneda per cadascun dels membres, es converteix, per punt, en un dividend universal. Aquest dividend pot veure's com una renda bàsica, però no és un ingrés de suficiència (la suficiència pot ser subjectiva, ja que cada persona precisa d'un nivell de "suficiència").
Es calcula que la creació de moneda és el 4,88 % cada 6 mesos (prop de 10 % anual). Aquesta creació es distribueix cada dia de l'any. L'import del Ğ1 diari es torna a calcular cada equinocci. Cada membre de la xarxa de confiança veu el seu compte augmentar cada dia d'acord amb el Dividend Universal generat pel conjunt de la massa monetària de la Ğ1.
1 DU Ğ1 per dia i per persona, és constant. Aquest factor serveix d'unitat de canvi per expressar els valors que no varien a causa de la massa monetària. Si la Ğ1 sembla inflacionista en termes quantitatius, no ho és més en termes relatius (quan s'explica en Dividend Universal de la Ğ1).
Aquest augment de la massa monetària fa que tots els comptes membres convergeixin gradualment cap a la mitjana de la massa monetària dividida pel nombre de membres. Quan l'activitat és neutral (despeses = ingressos) la mitjana s'aconsegueix en 40 anys.
| Data                   | Quantitat | Comentari               | Massa monetària | Nombre de membres | M/N         | M/N en DU Ğ1 |
| ---------------------- | --------- | ----------------------- | --------------- | ----------------- | ----------- | ------------ |
| 8 de març de 2017      | 10,00 Ğ1  | Llançament de la moneda | 590,00 Ğ1       | 59                | 10,00 Ğ1    | 1,00         |
| 21 de març de 2017     | 10,00 Ğ1  | Primera revaluació      | 8.580,00 Ğ1     | 65                | 132,00 Ğ1   | 13,20        |
| 21 de setembre de 2017 | 10,01 Ğ1  |                         | 316.186,07 Ğ1   | 304               | 1.040,09 Ğ1 | 103,90       |
| 21 de març de 2018     | 10,02 Ğ1  |                         |                 |                   |             |              |
| 1 de maig de 2018      |           |                         |                 | 1.000             |             |              |
| 21 de setembre de 2018 | 10,04 Ğ1  |                         |                 |                   |             |              |
| 21 de març de 2019     | 10,07 Ğ1  |                         |                 |                   |             |              |
| 7 de juny de 2019      |           |                         |                 | 2.000             |             |              |
| 21 de setembre de 2019 | 10,11 Ğ1  |                         |                 |                   |             |              |
| 21 de març de 2020     | 10,16 Ğ1  |                         |                 |                   |             |              |
| 21 de setembre de 2020 | 10,23 Ğ1  |                         |                 |                   |             |              |
| 21 de març de 2021     | 10,32 Ğ1  |                         |                 |                   |             |              |
| 18 de desembre de 2021 |           |                         |                 | 4.000             |             |              |
| 26 de març de 2023     |           |                         |                 | 8.000             |             |              |

Es pot constatar que aquesta evolució no és de 4,88 % per semestre. Això es deu al fet que l'evolució té compte del nombre de membres. El 4,88 % s'aconseguirà quan el nombre de membres sigui estable.

## Funcionament Pràctic
En la pràctica, l'ús del G1 és similar al funcionament d'un Sistema de Mercat Local, sense límit local. Com als mercats de proximitat, són els vincles i les reunions entre els membres els que atorguen confiança a les relacions d'intercanvi.
No hi ha quota d'afiliació, qualsevol pot crear un compte des del programari del client (moneders)

### Moneders
Hi ha diversos moneders que es poden fer servir per transferir g1 entre dos comptes:

#### G1nkgo
G1nkgo és un moneder amb vocació de ser senzill i que el puguin fer servir persones no especialment tecnològiques. Es pot fer servir simplement visitant la web o descarregant l'app per Android o linux. També permet gestionar comptes creats amb altres moneders, com Cesium

#### G1 Superbot
És un moneder per usar a Telegram

#### Césium
És el primer moneder que es va crear, i l'únic que de moment permet crear comptes membres que poden certificar altres membres i cocrear moneda.
Un cop creat un compte a Cesium, es pot gestionar la part de transaccions econòmiques des de G1nkgo, per facilitat d'ús i, sobretot, per evitar problemes de connexió a nodes, que degraden l'experiència d'usuari a Cesium des de fa mesos.

#### Altres moneders
Hi ha altres moneders, com Silkaj, via terminal o Ğecko, encara en desenvolupament, per la versió 2 de Duniter.

### Compra/venda de productes i serveis
En general, la manera més fàcil de vendre o comprar productes o serveis és anar als mercats que es fan a diverses comarques catalanes amb certa freqüència, als rebostos comunitaris o usar algunes de les plataformes online com Gírala (serveis, productes, necessitats i allotjaments), Airbnjune (allotjaments), grups de Telegram, etc.

### Xarxa de Confiança
Ğ1 es distingeix d'altres criptomonedes per la seva xarxa de confiança integrada en la cadena de blocs (Blockchain).
Per convertir-se en un membre co-creador de moneda, cada membre ha d'estar certificat per almenys altres cinc membres.
Aquesta xarxa de confiança té com a objectiu identificar els seus usuaris de manera completament descentralitzada, sense usar cap mena d'institució i amb la finalitat de limitar la falsificació mitjançant l'ús de diversos comptes de membre per una persona.
Diversos paràmetres permeten que la xarxa de confiança es protegeixi del frau, inclòs l'atac de creació falsa d'identitats múltiples que provocaria la creació descontrolada de moneda. Aquest frau es coneix com a atac Sybil. Els paràmetres actuals van ser estudiats, provats i optimitzats durant molts anys per mantenir un nivell de seguretat i de descentralització abans de llançar la cadena de blocs Ğ1 actual.
Les característiques bàsiques són:
- el nombre mínim de cinc certificadors que et coneguin bé (també físicament) per entrar a la xarxa de confiança;
- obtenir cinc certificacions en un període màxim de dos mesos;
- el període mínim entre certificacions executades pels certificadors serà de 5 dies;
- la durada d'una certificació caduca al cap de dos anys;
- estar dins de cinc passos del 80% dels membres referents (aquells que han rebut i emès igualment un mínim nombre de certificacions, actualment 5). Això es fonamenta en el concepte de sis graus de separació.

## Història
La Ğ1 es va llançar originalment a França el 8 de març de 2017 amb un nombre inicial de 59 membres.
| Membres | Data             |
| ------- | ---------------- |
| 59      | 9 març           |
| 100     | 03 mai 2017      |
| 500     | 09 décembre 2017 |
| 1.000   | 1 mai 2018       |
| 1.500   | 12 décembre 2018 |
| 2.000   | 7 juin 2019      |
| 2.500   | 11 janvier 2020  |
| 3.000   | 30 març          |
| 4.000   | 18 décembre 2021 |
| 4.500   | 2 març           |
| 5.000   | 24 avril 2022    |
| 6.000   | 6 août 2022      |
| 7.000   | 27 novembre 2022 |
| 8.000   | 27 març          |
| 8.500   | décembre 2023    |

## Característiques

### Característiques de la moneda
| Paràmetre                                                | Símbol         | Valor                                                            |
| -------------------------------------------------------- | -------------- | ---------------------------------------------------------------- |
| Objectiu del creixement teòric per període de revaluació | c              | 4,88 % / 6 mesos ≃ 10 % / any                                    |
| Període de revaloració del DU                            | dtreval        | 6 mesos (182,625 dies)                                           |
| Data de la primera revaloració                           | t0reval        | 2017-03-17 12.00                                                 |
| Càlcul del DU                                            | DUjour(treval) | DUjour(treval - dtreval)+ c2 * (M/N)(treval - dtreval) / dtreval |

### Característiques de la xarxa de confiança
| Paràmetre                                                                                    | Valor                                                         |
| -------------------------------------------------------------------------------------------- | ------------------------------------------------------------- |
| Nombre de certificacions necessàries per convertir-se en membre                              | 5                                                             |
| Data límit per considerar una sol·licitud d'afiliació com a membre                           | 2 mesos                                                       |
| Durada d'una membresía acceptada                                                             | 1 any (cal mostrar cada any que se segueix volent participar) |
| Termini per tenir en compte una candidatura a membre                                         | 2 mesos                                                       |
| Vida útil d'una certificació acceptada                                                       | 2 anys                                                        |
| Nombre màxim de certificacions que pot emetre un membre                                      | 100                                                           |
| Temps mínim d'espera entre dues certificacions successives emeses per la mateixa persona     | 5 dies                                                        |
| Distància màxima, per certificacions, entre un nou participant i membres referents (stepMax) | 5                                                             |
| Nombre de certificacions (emeses i rebudes) per ser considerat membre referent               | 5 (va canviant amb el total de membres i la fórmula de baix)  |
| Nombre de certificacions (emeses i rebudes) per ser considerat membre referent (fórmula)     | SOSTRE(Nt^ (1 / stepMax))                                     |
| Percentatge mínim de membres referents a aconseguir per respectar la regla de distància      | 80 %                                                          |

## Llicència Ğ1
En crear un compte de membre a la web de confiança Ğ1, el programari client demana a cada persona que es comprometi a respectar la llicència Ğ1·. Aquesta llicència bancària conté regles i consells a seguir que permeten a la comunitat assegurar-se que una sola persona física no pugui tenir diverses expliques membre creant moneda. Això és per evitar la falsificació. La llicència també explica com funciona la creació de moneda Ğ1.